# Maximilian Gottwald
Maximilian Gottwald (* 14. November 1986) ist ein ehemaliger deutscher Basketballspieler.

## Laufbahn
Der zwei Meter große Flügelspieler lernte in der Jugendabteilung der DJK Würzburg, spielte für die Herrenmannschaft der DJK in der 2. Regionalliga und schaffte den Sprung in den erweiterten Kader des Bundesligisten TSK Würzburg. Während des Spieljahres 2004/05 verbuchte er drei Kurzeinsätze für Würzburg in der Basketball-Bundesliga.
2005 wechselte Gottwald zum Oldenburger TB in die Regionalliga, in der Folgesaison 2006/07 kam er neben seinen Einsätzen im OTB-Hemd auch zu einem Bundesliga-Spiel im Trikot der EWE Baskets Oldenburg, dem Kooperationspartner des OTB. Im Spieljahr 2007/08 war er Kadermitglied des FC Bayern München (damals Regionalliga), 2008/09 spielte er für München Basket in der 2. Bundesliga ProB. Anschließend kehrte Gottwald nach Würzburg zurück und war (teils als Spielertrainer) für den SC Heuchelhof in der 2. Regionalliga im Einsatz. In der Saison 2014/15 fungierte er als Co-Trainer bei der TG Würzburg in der 2. Bundesliga ProB.